# Frangenberg
Die Hofschaft Frangenberg ist ein Ortsteil der Gemeinde Lindlar, Oberbergischen Kreis im Regierungsbezirk Köln in Nordrhein-Westfalen (Deutschland). Sie liegt westlich von Lindlar und nördlich von Linde.

## Lage und Beschreibung
Frangenberg liegt im Nordwesten der Gemeinde Lindlar, nördlich des Kirchdorfes Linde. Nachbarorte sind unter anderem Kaufmannsommer, Spich und Linde. Westlich der Ortschaft fließt der Ommerbach.

## Geschichte
Die Topographia Ducatus Montani des Erich Philipp Ploennies, Blatt Amt Steinbach, belegt, dass der Wohnplatz bereits 1715 mehrere Hofstellen besaß, die als Frangberg beschriftet und als Dorf ohne Kirche bezeichnet sind. Aus der Charte des Herzogthums Berg des Carl Friedrich von Wiebeking von 1789 geht hervor, dass der Ortsbereich zu dieser Zeit Teil der Honschaft Olpe im Kirchspiel Olpe im bergischen Amt Steinbach war.
Der Ort ist auf der Topographischen Aufnahme der Rheinlande von 1825 als Frangenberg verzeichnet. Die Preußische Uraufnahme von 1840 zeigt den Wohnplatz ebenfalls unter dem Namen Frangenberg. Ab der Preußischen Neuaufnahme von 1894/96 ist der Ort auf Messtischblättern regelmäßig als Frangenberg verzeichnet.
Nach dem Zusammenbruch der napoleonischen Administration und deren Ablösung gehörte der Ort zur Bürgermeisterei Olpe im Kreis Wipperfürth.
1830 hatte laut der Topographisch-statistischen Beschreibung der Königlich Preußischen Rheinprovinz der Hof Frangenberg 53 Einwohner. Der 1845 laut der Uebersicht des Regierungs-Bezirks Cöln als Weiler kategorisierte Ort besaß zu dieser Zeit zehn Wohngebäude mit 50 Einwohnern, alle katholischen Bekenntnisses.
Die Gemeinde- und Gutbezirksstatistik der Rheinprovinz führt Frangenberg 1871 mit neun Wohnhäusern und 49 Einwohnern auf. Im Gemeindelexikon für die Provinz Rheinland von 1888 werden für Frangenberg elf Wohnhäuser mit 57 Einwohnern angegeben. 1895 besitzt der Ort neun Wohnhäuser mit 50 Einwohnern und gehörte nun konfessionell zum katholischen Kirchspiel Linde, 1905 werden sieben Wohnhäuser und 42 Einwohner angegeben.
Der Ort gehörte bis zur kommunalen Neugliederung 1975 zur Bürgermeisterei bzw. Gemeinde Olpe. Alle umliegenden Höfe und Dörfer jedoch gehörten zur Gemeinde Lindlar. Aufgrund dieser seltsamen, im Mittelalter gewachsenen Flurgrenze erschien bereits im Jahre 1890 dem Rat der Gemeinde Lindlar die Eingemeindung des Hofes Frangenberg als zweckmäßig.
Aufgrund § 14 des Köln-Gesetzes wurde 1975 die Gemeinde Olpe aufgelöst und die Ortschaft Frangenberg in Lindlar eingemeindet.  Der Hauptteil der Gemeinde Olpe mit einer Fläche von 19,86 km² mit damals 2253 Einwohnern wurde in die Gemeinde Kürten eingegliedert. Lindlar erhielt 60 ha mit damals 52 Einwohnern.

## Naturschutz
Nordwestlich von Frangenberg liegt das 3,1 ha große Naturschutzgebiet Waldmeister-Buchenwald bei Rölenommer, das wegen des basenreichen Bodens und früheren Gesteinsabbau ein besonderes Artenspektrum ausweist.

## Sehenswürdigkeiten
- Hofkreuz aus dem Jahre 1796. Es trägt die Inschrift 1796 „Dieses Creuz hat aufrichten/lasen Joh. Pet. Ipzibanna: Sibilia/Schmitz: Ehl. u/jo. Adolf/Schmitz/Anna: Catarina Ebel“.
- Baudenkmal Wegekreuz (1709) nördl. Frangenberg an der Straße nach Spich / Abzw. Zur Ommer (Rölenommer).[12]

## Freizeit und Sport
In Frangenberg befindet sich ein Sportplatz. Er wird vom Kirchdorf Linde auch für Vereinssport genutzt.
Der Rundwanderweg A2 (Linde – Frangenberg – Spich – Kurtenbach – Kaufmannsommer – Rölenommer – Müllersommer – Linde) durchläuft den Ort.

## Busverbindungen
Schulbushaltestelle Frangenberg:
- Z51 Unterbreidenbach – Oberbreidenbach – Spich-Frangenberg – Linde-Bruch (Schulbuszubringer)

Nächste Haltestelle Linde:
- VRS (OVAG) Linie 335 Scheel – Frielingsdorf – Lindlar – Linde – Biesfeld – Bergisch Gladbach
- VRS (KWS) Linie 402 Unterschbach – Hohkeppel – Lindlar – Linde – Kürten Schulzentrum

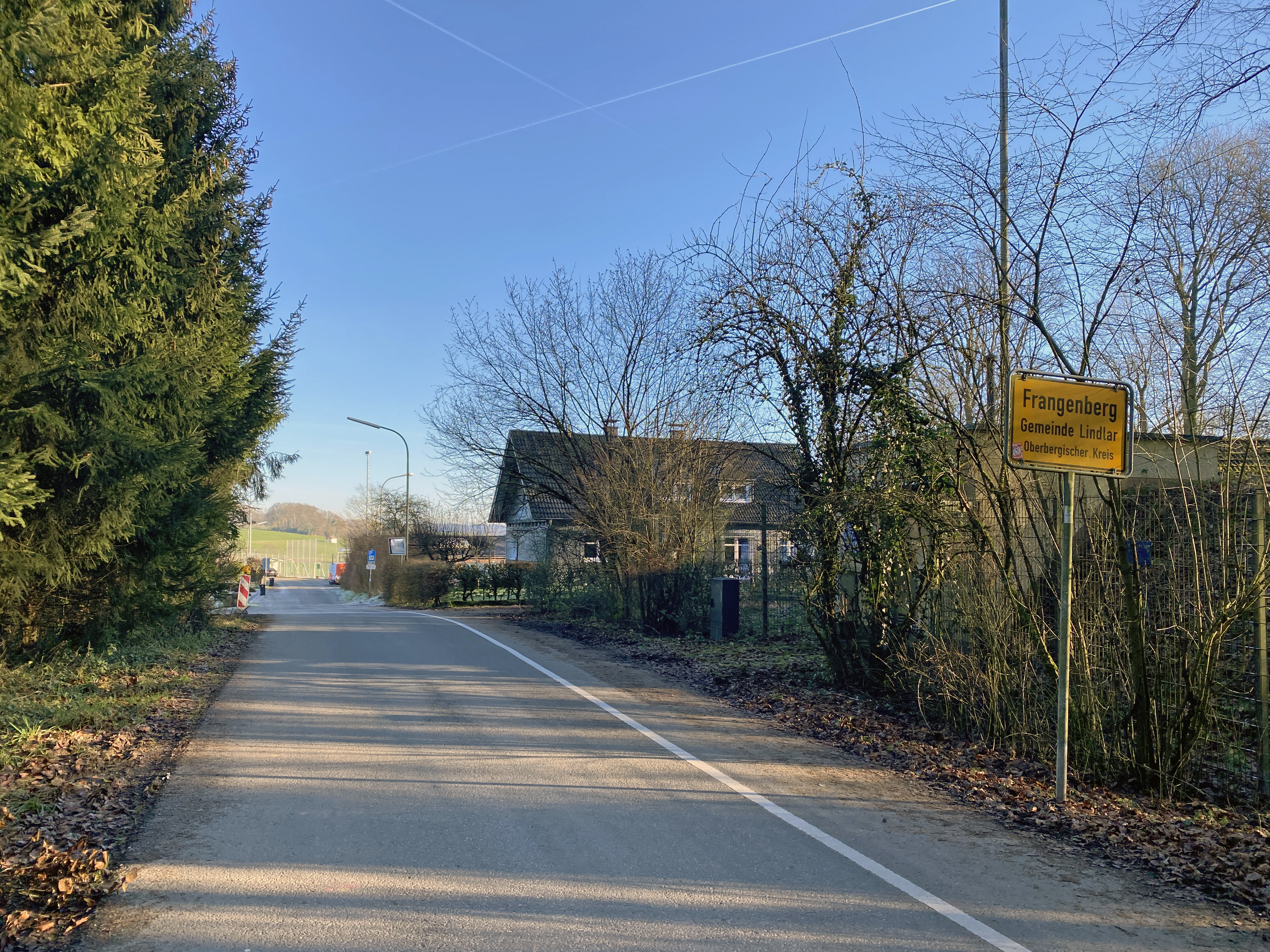
Ortseingang aus südl. Richtung
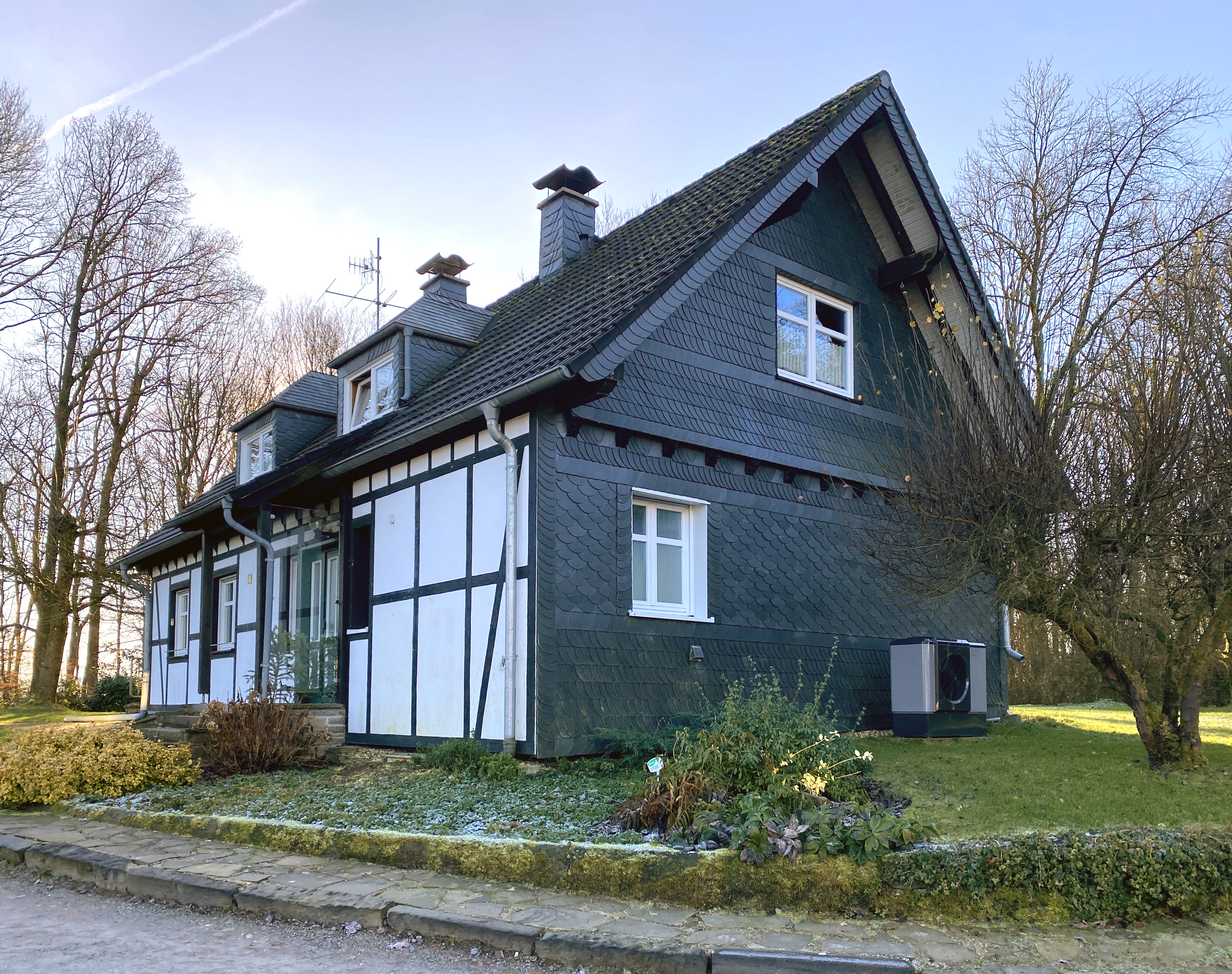
Haus in Frangenberg
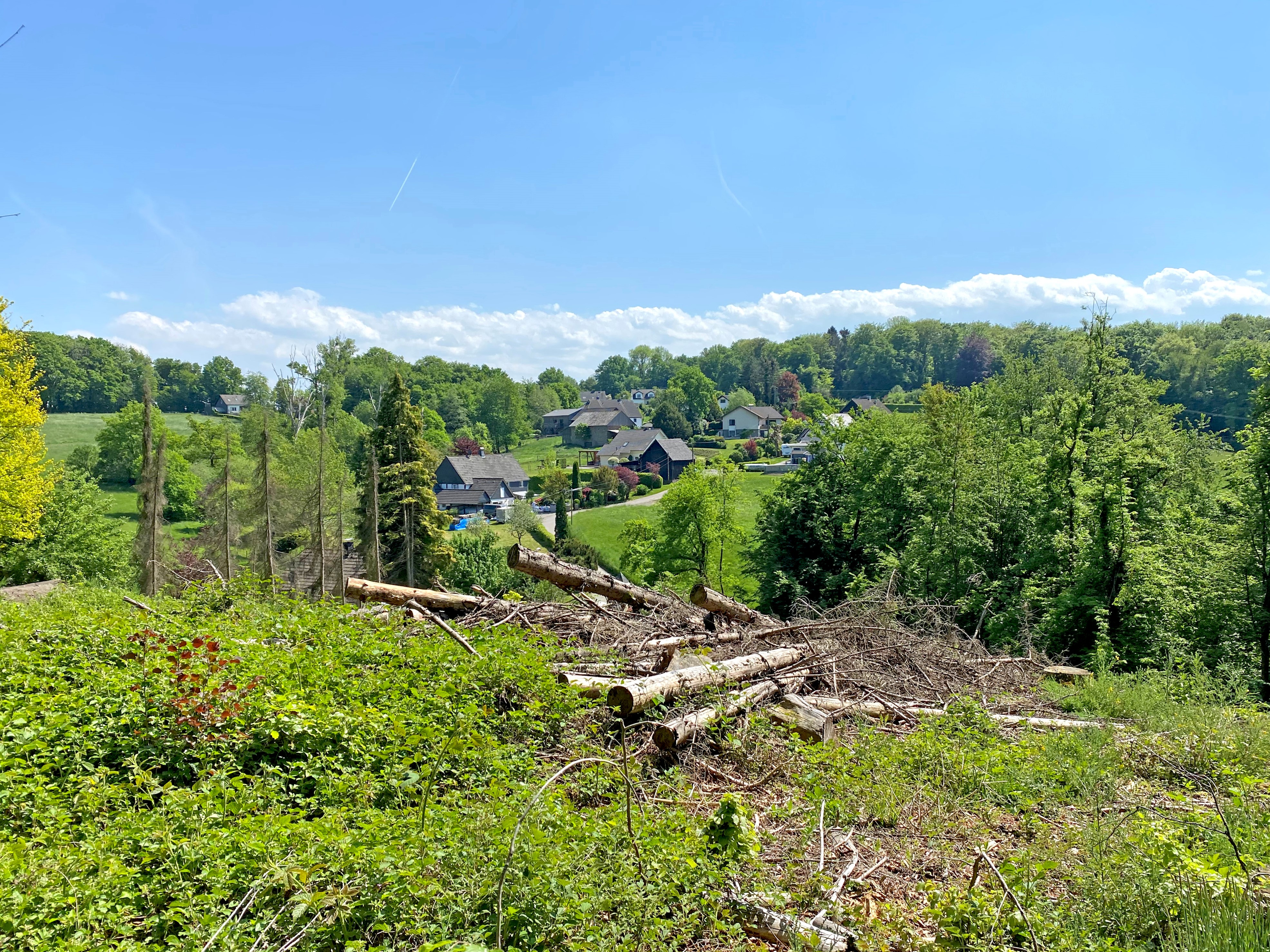
Frangenberg aus nordwestl. Richtung (NSG)
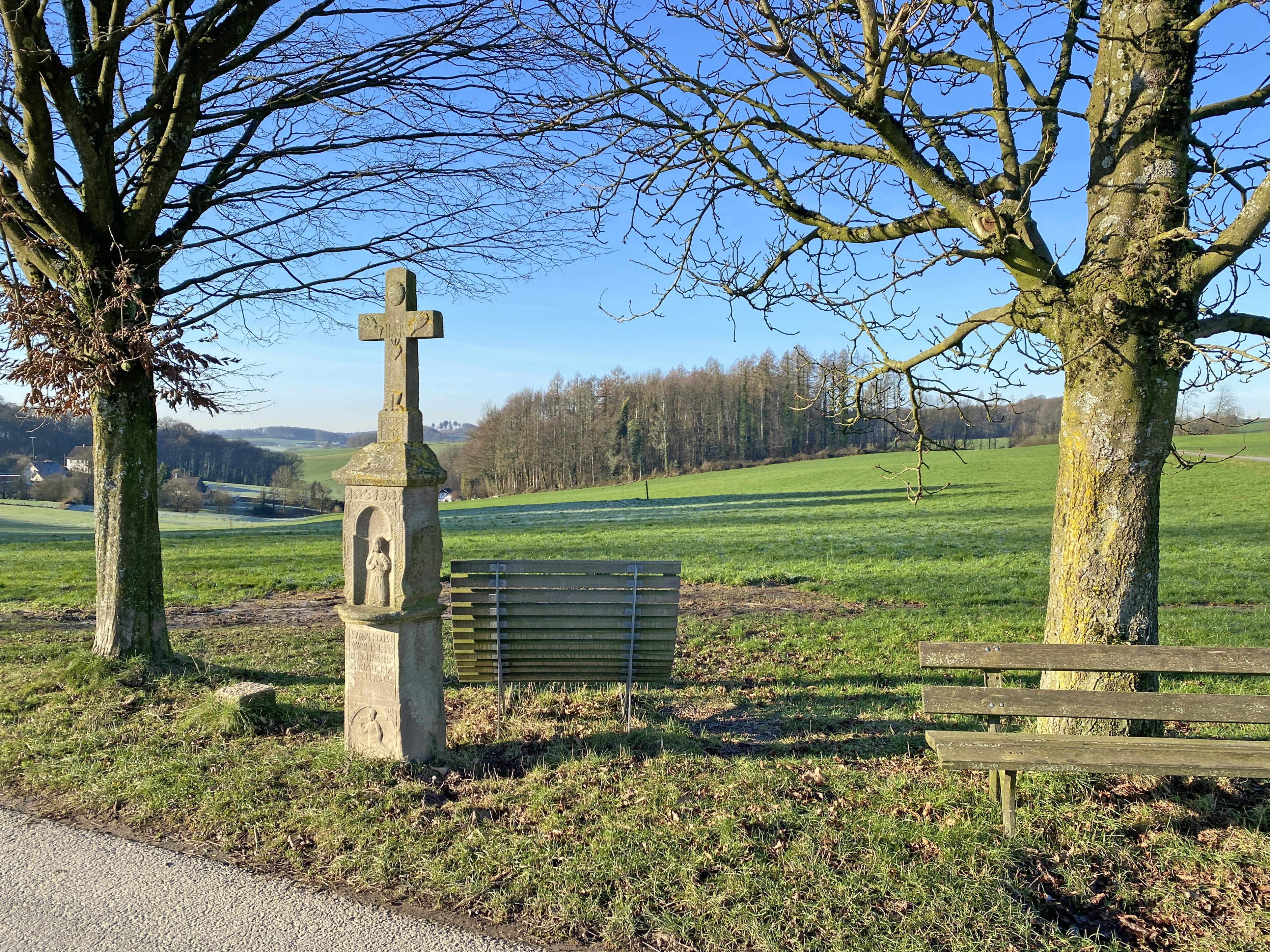
Wegekreuz (1709) nördl. Frangenberg mit Naturdenkmal (Hainbuche)
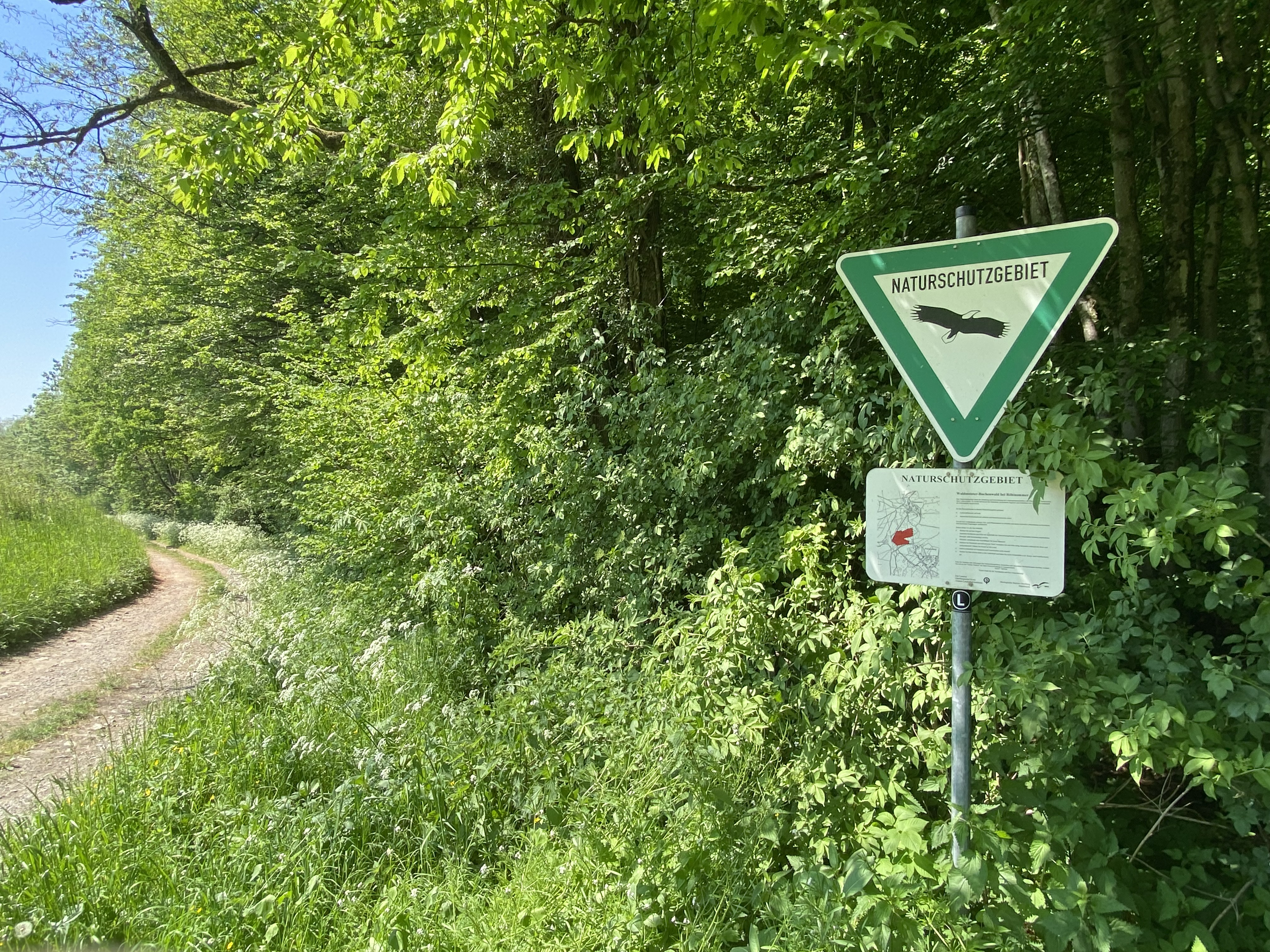
NSG Waldmeister-Buchenwald bei Rölenommer
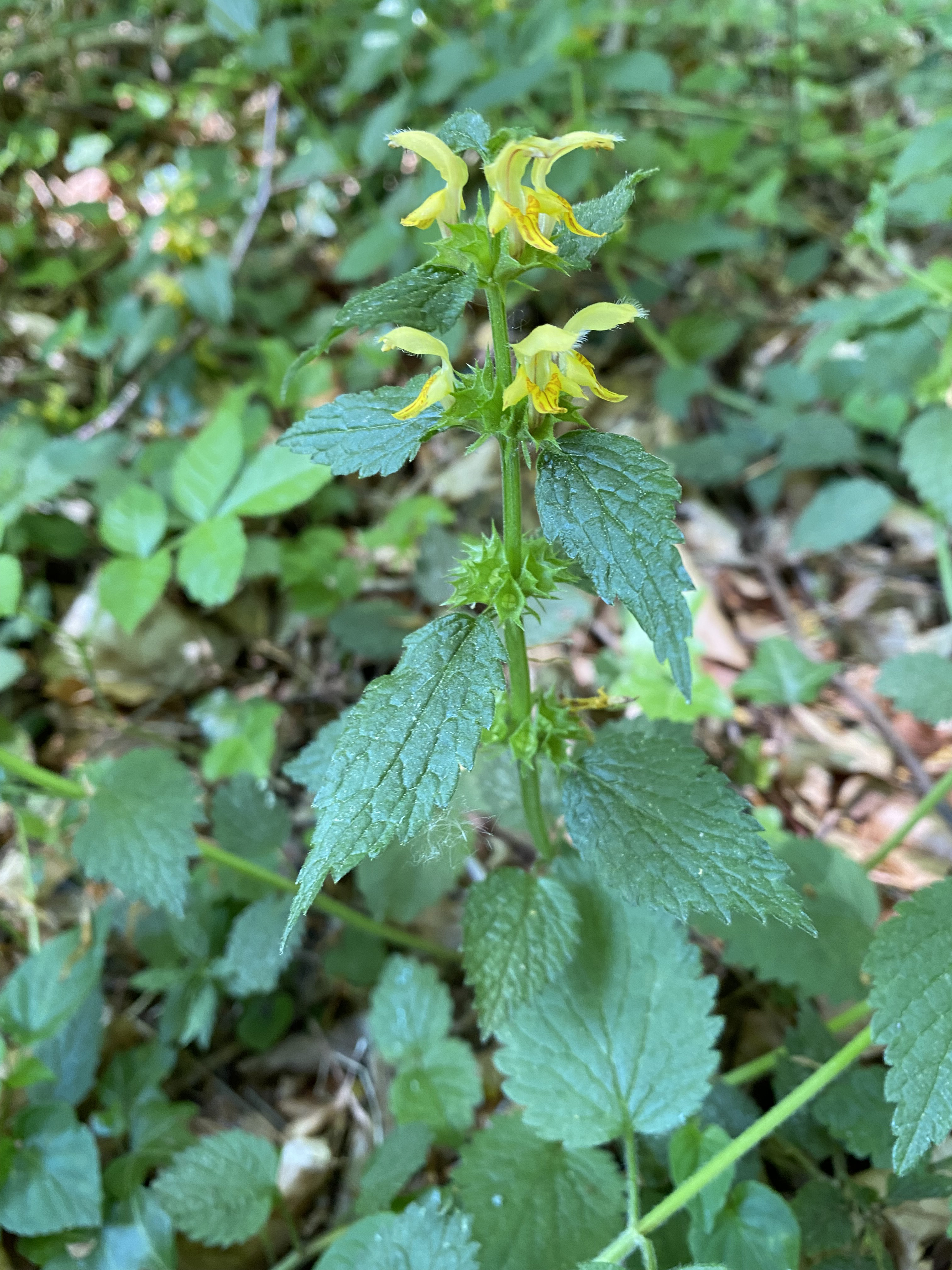
Goldnessel im NSG